# Caroline Chaverot
Caroline Chaverot est une sportive franco-suisse née le 16 octobre 1976  à Genève. Elle est membre de l'équipe de Suisse de slalom en canoë de 1992 à 1998. Reconvertie dans le trail au début des années 2010, elle remporte pour la France la CCC en 2013, le Lavaredo Ultra Trail en 2015 et 2017, l'Eiger Ultra Trail en 2015 et la Transgrancanaria, le Madeira Island Ultra Trail et l'Ultra-Trail du Mont-Blanc en 2016. Elle est également enseignante d'histoire et de géographie au Collège Calvin, Collège de Saussure à Genève.
Le 29 octobre 2016, elle devient championne du monde de trail.

## Résultats

### Trail
| Rang | féminin           | Course                                    | Pays                 | Longueur | Départ          | Temps            |
| ---- | ----------------- | ----------------------------------------- | -------------------- | -------- | --------------- | ---------------- |
| 22e  | Médaille d'or     | 80 km du Mont-Blanc                       | France               | 80 km    | 28 juin 2013    | 13 h 10 min 05 s |
| 17e  | Médaille d'or     | CCC                                       | France Italie Suisse | 101 km   | 30 août 2013    | 14 h 12 min 00 s |
| 9e   | Médaille d'or     | Endurance Trail des Templiers             | France               | 100 km   | 25 octobre 2013 | 11 h 53 min 02 s |
| 22e  | Médaille d'argent | Transgrancanaria                          | Espagne              | 125 km   | 6 mars 2015     | 17 h 16 min 48 s |
| 27e  | Médaille d'argent | Championnats du monde de trail            | France               | 84 km    | 30 mai 2015     | 9 h 33 min 21 s  |
| 10e  | Médaille d'or     | Lavaredo Ultra Trail                      | Italie               | 119 km   | 26 juin 2015    | 13 h 40 min 34 s |
| 6e   | Médaille d'or     | Eiger Ultra Trail                         | Suisse               | 101 km   | 18 juillet 2015 | 12 h 45 min 41 s |
| 16e  | Médaille d'or     | Transgrancanaria                          | Espagne              | 125 km   | 4 mars 2016     | 15 h 23 min 40 s |
| 8e   | Médaille d'or     | Madeira Island Ultra Trail                | Portugal             | 115 km   | 23 avril 2016   | 15 h 02 min 13 s |
| 20e  | Médaille d'or     | Ultra-Trail du Mont-Blanc                 | France Italie Suisse | 168 km   | 26 août 2016    | 25 h 15 min 40 s |
| 26e  | Médaille d'or     | Championnats du monde de trail            | Portugal             | 85 km    | 29 octobre 2016 | 9 h 39 min 39 s  |
| 5e   | Médaille d'or     | Ultra-Race du Lac d'Annecy                | France               | 110 km   | 27 mai 2017     | 15 h 08 min 59 s |
| 12e  | Médaille d'or     | Lavaredo Ultra Trail                      | Italie               | 120 km   | 23 juin 2017    | 14 h 05 min 45 s |
| 7e   | Médaille d'or     | Hardrock 100                              | États-Unis           | 100 mi   | 14 juillet 2017 | 28 h 31 min 50 s |
| 43e  | Médaille d'or     | SaintéLyon                                | France               | 72 km    | 2 décembre 2017 | 6 h 37 min 39 s  |
| 7e   | Médaille d'or     | Zugspitz Ultratrail                       | Allemagne            | 101 km   | 16 juin 2018    | 12 h 59 min 33 s |
| 24e  | Médaille d'or     | Trail Verbier Saint-Bernard - X-Traversée | Suisse               | 76 km    | 12 juillet 2025 | 11 h 8 min 56 s  |

### Championnats du monde de trail
| Épreuve / Édition | Conwy 2013 | Annecy-le-Vieux 2015 | Gerês 2016 | Badia Prataglia 2017 |
| ----------------- | ---------- | -------------------- | ---------- | -------------------- |
| Résultat final    | —          | Argent               | Or         | —                    |

Légende :
- : première place, médaille d'or
- : deuxième place, médaille d'argent
- : troisième place, médaille de bronze
- — : n'a pas participé à cette épreuve

### Championnats du monde de skyrunning
| Épreuve / Édition                | Kilomètre vertical | SkyMarathon | Ultra SkyMarathon |
| -------------------------------- | ------------------ | ----------- | ----------------- |
| Championnats 2014 Chamonix       | —                  | —           | 5e                |
| Championnats 2016 La Vall de Boí | —                  | —           | Or                |

Légende :
- : première place, médaille d'or
- : deuxième place, médaille d'argent
- : troisième place, médaille de bronze
- — : n'a pas participé à cette épreuve